# Okroška

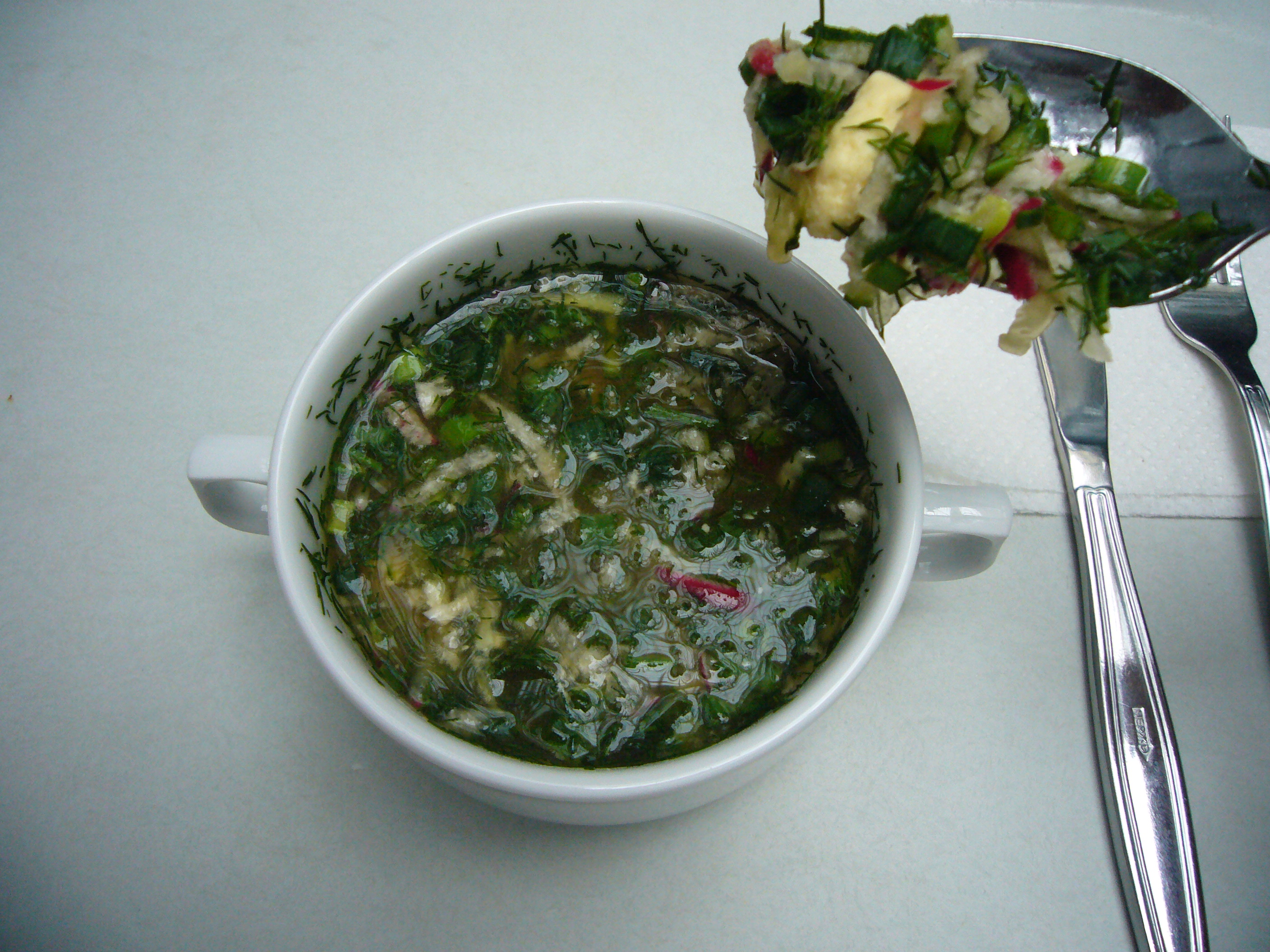
Okroška preparata con il kvas

L'okroška (in russo окрошка?) è una zuppa fredda, parte della cucina nazionale russa. Il nome probabilmente deriva da krošit' (крошить) che vuol dire tagliare o rompere in piccoli pezzi.

## Preparazione
La zuppa classica è un mix di verdure perlopiù crude, come cetrioli e cipolle invernali, patate lesse, uova e manzo o vitello lesso o salsicce o prosciutto con il kvas, la così chiamata bevanda di pane, moderatamente alcolica e ottenuta da pane nero fermentato o di segale.
L'okroška viene solitamente guarnita con la smetana (panna acida). Le versioni più recenti apparse in epoca sovietica utilizzano kéfir diluito ed acqua minerale, siero o anche la birra al posto del kvas. La ricetta moderna consente anche di sostituire la panna acida con la maionese.
Gli ingredienti sono tagliati a dadini e poi mescolati con il kvas appena prima di mangiarli; la proporzione tra gli ingredienti spezzettati e il kvas è simile a quella tra i cereali e il latte. Ciò consente alle verdure di conservare la loro consistenza. Per la stessa ragione, benché gli ingredienti siano simili a quelli dell'insalata russa, il sapore dell'okroshka è piuttosto diverso da quello dell'insalata.
L'okroška è talvolta considerata una zuppa perfetta per la stagione estiva in quanto combina il sapore rinfrescante del kvas alla leggerezza di una insalata. Sale e zucchero possono essere aggiunti in base ai gusti.